# Ignaców (powiat lubelski)
Ignaców – wieś w Polsce położona w województwie lubelskim, w powiecie lubelskim, w gminie Wojciechów.
W latach 1975–1998 miejscowość należała administracyjnie do województwa lubelskiego.
Wieś stanowi sołectwo gminy Wojciechów. Według Narodowego Spisu Powszechnego z roku 2011 wieś liczyła 340 mieszkańców.
Wierni Kościoła rzymskokatolickiego należą do parafii św. Teodora w Wojciechowie.

## Części wsi
| SIMC    | Nazwa   | Rodzaj    |
| ------- | ------- | --------- |
| 0393666 | Olszyny | część wsi |

W Ignacowie urodził się Piotr Hemperek, polski duchowny rzymskokatolicki, historyk prawa, biskup pomocniczy lubelski w latach 1982–1992, rektor Katolickiego Uniwersytetu Lubelskiego w latach 1983–1988.